# جاينت بومب
جاينت بومب (بالإنجليزية: Giant Bomb)‏ هو موقع ويب من نوع ويكي أنشئ في 6 مارس 2008، الموقع ملك شركة سي بي إس، ويقع مقره الرئيسي في الولايات المتحدة، ومحتواه الأساسي حول لعبة فيديو.

## وصلات خارجية
- الموقع الرسمي